# بولوخوفو
بولوخوفو (بالروسية: Болохово) هي إحدى مدن روسيا في الكيان الفدرالي الروسي تولا أوبلاست.